# Seven Springs
Seven Springs és una població dels Estats Units a l'estat de Carolina del Nord. Segons el cens del 2000 tenia 85 habitants.

## Demografia
Segons el cens del 2000, Seven Springs tenia 86 habitants, 43 habitatges i 27 famílies. La densitat de població era de 100,6 habitants per km².
Dels 43 habitatges en un 14% hi vivien nens de menys de 18 anys, en un 44,2% hi vivien parelles casades, en un 18,6% dones solteres, i en un 34,9% no eren unitats familiars. En el 32,6% dels habitatges hi vivien persones soles el 23,3% de les quals corresponia a persones de 65 anys o més que vivien soles. El nombre mitjà de persones vivint en cada habitatge era de 2 i el nombre mitjà de persones que vivien en cada família era de 2,32.
Per edats la població es repartia de la següent manera: un 17,4% tenia menys de 18 anys, un 4,7% entre 18 i 24, un 20,9% entre 25 i 44, un 23,3% de 45 a 60 i un 33,7% 65 anys o més.
L'edat mediana era de 50 anys. Per cada 100 dones de 18 o més anys hi havia 69 homes.
La renda mediana per habitatge era de 28.750 $ i la renda mediana per família de 29.063 $. Els homes tenien una renda mediana de 29.375 $ mentre que les dones 26.250 $. La renda per capita de la població era de 46.922 $. Cap de les famílies i el 8% de la població estaven per davall del llindar de pobresa.

## Poblacions més properes
El següent diagrama mostra les poblacions més properes.